# Chilanga, Lusaka
Chilanga este un oraș  în  provincia Lusaka, Zambia.